# Blooming Prairie
Blooming Prairie é uma cidade localizada no estado americano de Minnesota, no Condado de Dodge e Condado de Steele.

## Demografia
Segundo o censo americano de 2000, a sua população era de 1933 habitantes. 
Em 2006, foi estimada uma população de 1972, um aumento de 39 (2.0%).

## Geografia
De acordo com o United States Census Bureau tem uma área de 
3,5 km², dos quais 3,5 km² cobertos por terra e 0,0 km² cobertos por água. Blooming Prairie localiza-se a aproximadamente 393 m acima do nível do mar.

## Localidades na vizinhança
O diagrama seguinte representa as localidades num raio de 20 km ao redor de Blooming Prairie. 